# گمینا واگیونگکی
گمینا واگیونگکی (به لهستانی:  Gmina Łagiewniki) یک گمینا در لهستان است که در شهرستان جرژونگوف واقع شده‌است. گمینا واگیونگکی ۱۲۴٫۴۲ کیلومتر مربع مساحت و ۷٬۲۶۸ نفر جمعیت دارد.